# Phaonia semilunaroida
Phaonia semilunaroida är en tvåvingeart som beskrevs av Feng 2002. Phaonia semilunaroida ingår i släktet Phaonia och familjen husflugor.
Artens utbredningsområde är Sichuan (Kina). Inga underarter finns listade i Catalogue of Life.